# Marija Pinigina

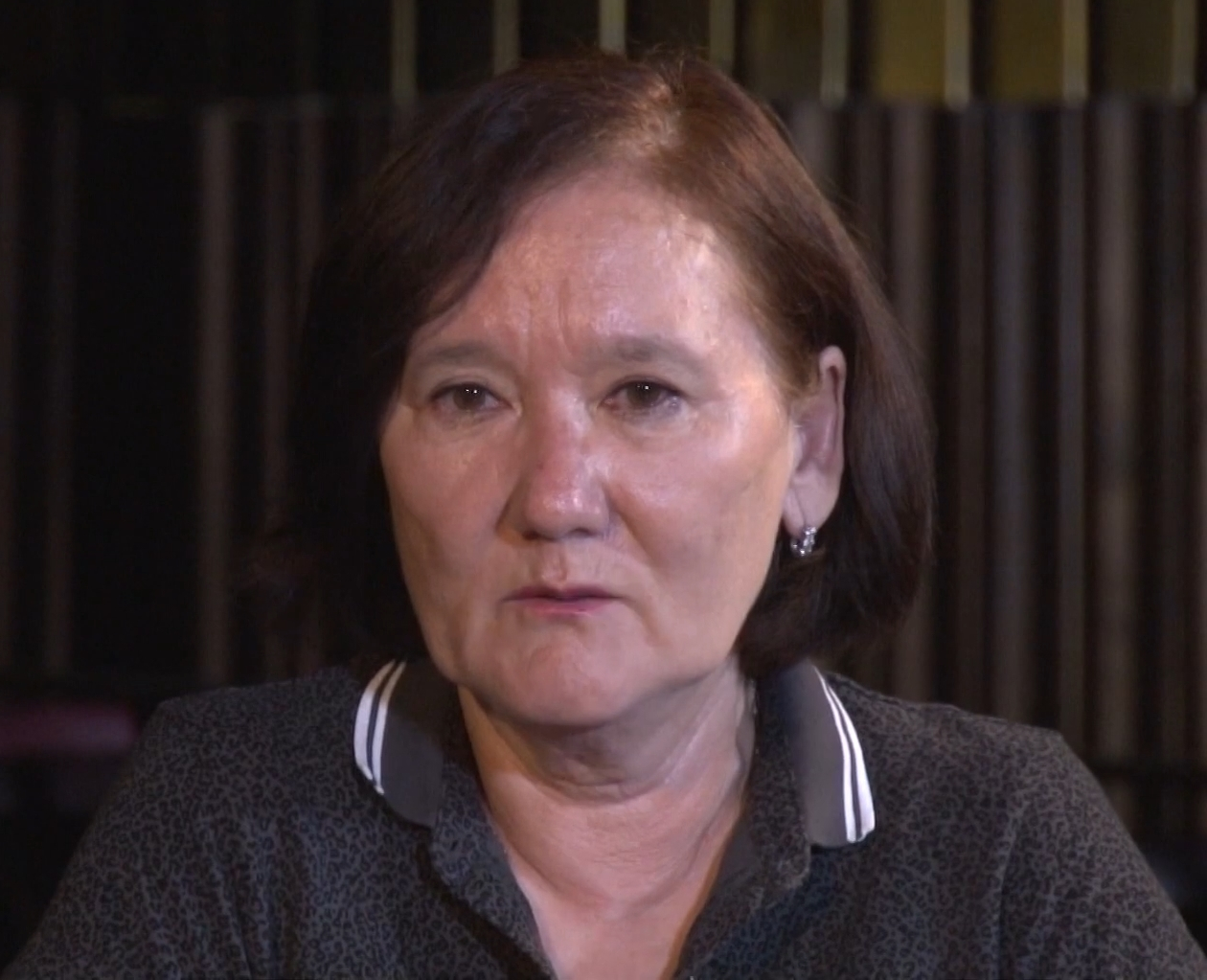
Marija Pinigina (November 2019)

Marija Pinigina (ukrainisch Марія Пінігіна, engl. Transkription Mariya Pinigina, Geburtsname russisch Мария Джумабаевна Кульчунова – Marija Dschumabajewna Kultschunowa – Mariya Kulchunova; * 9. Februar 1958 in Iwanowka, Kirgisische SSR) ist eine ehemalige ukrainische Sprinterin, die – für die Sowjetunion startend – in den 1980er Jahren im 400-Meter-Lauf erfolgreich war und in der Staffel Olympiasiegerin wurde. 
Sie gewann vier sowjetische Landesmeistertitel:
| Jahr     | 1978  | 1979  | 1983  | 1986  |
| Zeit (s) | 50,84 | 49,77 | 50,06 | 50,50 |

## Karriere
Ihren ersten internationalen Auftritt hatte sie, als sie bei den Europameisterschaften 1978 in Prag in 51,25 s auf Platz 4 kam. Auf eine EM-Medaille musste sie indessen lange warten: Erst 1987 gewann sie im französischen Liévin in 51,27 s Gold in der Halle. Ihr Erfolgsjahr war das Jahr 1983. Bei der Universiade in Edmonton siegte sie ebenso wie vier Jahre vorher in Mexiko-Stadt, und bei den Weltmeisterschaften 1983 in Helsinki gewann sie zwei Bronzemedaillen – eine mit der Staffel und eine im Einzelrennen, wo sie ausgezeichnete 49,19 s lief. 
Marija Kultschunowa-Pinigina vertrat ihr Land viermal bei Cup-Finales und gewann jedes Mal die Silbermedaille: beim Welt-Cup 1979 in Montreal sowie beim Europa-Cup 1979 in Turin, 1983 in London und 1987 in Prag.
Ihren größten Erfolg feierte sie zum Abschluss ihrer Karriere, als sie bei den Olympischen Spielen 1988 in Seoul mit der sowjetischen 4-mal-400-Meter-Staffel die Goldmedaille gewann und mit 3:15,17 min einen neuen Weltrekord aufstellte, der noch heute ungebrochen ist.

## Platzierungen
- Olympische Spiele 1988 in Seoul: Gold über 4 × 400 m in 3:15,17 min (Kultschunowa-Pinigina als 3. Läuferin)
- Weltmeisterschaften 1983 in Helsinki: Bronze über 4 × 400 m (Kultschunowa-Pinigina als Schlussläuferin), Bronze über 400 m in 49,19 s hinter Jarmila Kratochvílová (TCH, Gold in 47,99 s) und Taťána Kocembová (TCH, Silber in 48,59 s)
- Weltmeisterschaften 1987 in Rom: Silber über 4 × 400 m (Kultschunowa-Pinigina als 3. Läuferin)
- Europameisterschaften 1978 in Prag: Vierte in 51,25 s
- Halleneuropameisterschaften 1987 in Liévin: Gold in 51,27 s vor Gisela Kinzel (Silber in 52,29 s) und Cristina Pérez (ESP) (Bronze in 52,63 s)
- Welt-Cup 1979 in Montreal: Silber in 50,60 s hinter Marita Koch (DDR) in 48,97 s und vor Irena Szewińska (POL) (Bronze in 51,15 s)
- Europa-Cup 1979 in Turin: Silber in 49,63 s hinter Marita Koch (DDR) (Gold in 48,60 s) und vor Irena Szewińska (POL) (Bronze in 51,27 s)
- Europa-Cup 1983 in London: Silber in 49,63 s hinter Taťána Kocembová (Gold in 49,33 s) und vor Gaby Bußmann (Bronze in 51,09 s)
- Europa-Cup 1987 in Prag: Silber in 50,46 s hinter Petra Müller (DDR) (Gold in 49,91 s) und vor Rossiza Stamenowa (BUL) (Bronze in 51,23 s)
- Universiade 1979 in Mexiko-Stadt: Gold in 50,35 s vor Rosalyn Bryant (Silber in 51,35 s) und Christina Brehmer (Bronze in 51,59 s)
- Universiade 1983 in Edmonton: Gold in 50,47 s vor Molly Killingbeck (CAN) (Silber in 51,94 s) und Jelena Korban (URS) (Bronze in 52,07 s)

Im Jahr 2006 wurden erstmals Wettkämpfe um den Marija-Pinigina-Preis ausgetragen.